# غابريلا لوغان
غابريلا لوغان (بالإنجليزية: Gabby Logan)‏ (و. 1973  م) هي مقدمة برامج إذاعية، ومقدمة تلفزيونية، ومعلقة رياضية بريطانية، ولدت في ليدز.

## التعليم
تعلمت في جامعة درم.

## وصلات خارجية
- غابريلا لوغان على موقع IMDb (الإنجليزية)
- غابريلا لوغان على موقع ميوزك برينز (الإنجليزية)
- غابريلا لوغان على موقع قاعدة بيانات الفيلم (الإنجليزية)

- غابريلا لوغان في قاعدة بيانات الأفلام على الإنترنت